# Portuondo
Apellido noble procedente de Vizcaya cuyo significado en Euskera quiere decir "junto al puerto". Tuvo casa solar armera en la anteiglesia de Mundaca, del partido judicial de Guernica. A esa casa pertenecieron famosos marinos como Rodrigo de Portuondo y Domingo de Portuondo que tanto se distinguieron combatiendo a los moros.
En Madrid radicaba, en los comienzos del siglo XVII, una familia de este apellido, y a mediados del mismo siglo una de sus ramas pasó a la Gran Antilla, estableciéndose en Santiago de Cuba. Una de las más antiguas referencias de los Portuondo en Cuba es sobre el Capitán sargento Juan Portuondo y Burgueño alrededor del siglo XVII.  En la ciudad de Santiago de Cuba fueron los Portuondo Alcaldes Mayores, Regidores, Síndicos y Alguaciles Mayores y durante el pasado siglo y el presente han brillado en las ciencias, las armas, las letras y la política, desempeñando cargos preeminentes en aquella isla.
Don Bernardo José Portuondo y Bravo y su mujer Doña María Gabriela Rizo y Zebedes, con la que casó el 7 de noviembre de 1747, fundaron la iglesia de la Santísima Trinidad, de Santiago de Cuba.
Don José Joaquín Portuondo y Rizo, hijo de los anteriores y alcalde de dicha ciudad, ostentó el título de Conde de Santa Ines por Real despacho de 23 de diciembre de 1819. Y a su hermano, Don Bartolomé Portuondo y Rizo, el de Marqués de las Delicias de Tempú, por otro Real despacho de 9 de marzo de 1832.
Don Antonio Vinent y Portuondo, hijo de Antonio Luis Vinent y Valiente y María Josefa Portuondo Barceló ostentó el título de Marqués de Palomares del Duero a partir de 1893 y hasta su muerte en 1946.
Un dato curioso es que  François Carlo Antommarchi, último médico que atendiera a Napoleón, residió en Cuba y ahí falleció en 1838 víctima de la fiebre amarilla. Sus restos reposan en el osario del panteón de la familia Portuondo, a la entrada del cementerio de Santa Ifigenia.De ahí que los restos mortales de Antonmarchí se entremezclaron con los de la familia Portuondo, entre quienes recayó más tarde el marquesado de las delicias de Tempú y el Condado de Santa Inés.
La descendencia de las varias líneas de esta familia Portuondo cubana se ha establecido hasta el año 2007 en México, España, Estados Unidos, Panamá y la misma Cuba. En Cuba Arturo José Portuondo Illas, descendiente directo de José Joaquín Portuondo y Rizo (Conde de Santa Inés) e hijo de José Euripe Portuondo e Irene Illas Horruitiner, junto a sus hermanos José Joaquín y Guillermo, exiliados a EE. UU., quedó a cargo del libro-documento original en manuscrito que registra el otorgamiento de ambos títulos nobiliarios, en el cual se describe desde su origen toda la genealogía familiar de este apellido hasta esa fecha, y donde aparece la firma de puño y letra del rey Fernando VII, habiendo decidido entregarlo al Museo de La Habana en la década de 1970 por temor a su deterioro.La referencia más exacta de la genealogía familiar se encuentra en la notable obra del Conde de San Juan de Jaruco y de Santa Cruz de Mopox, Don Francisco Xavier de Santa Cruz y Mallen.